# Friedelind (Vorname)
Friedelind (auch: Friedelinde) ist ein weiblicher Vorname althochdeutscher Herkunft.

## Herkunft und Bedeutung
Der Name leitet sich von den althochdeutschen Begriffen fridu („Schutz vor Waffengewalt, Friede“) und lind („sanft, weich, mild“) ab. Des Weiteren unterliegt er dem Einfluss des Wortes linta (ahd. für „Linde, Schild aus Lindenholz“).

## Varianten
- Friedelinde
- Friedlinde
- Friedel – Koseform von Namen mit dem Bestandteil „Fried-“ oder „-friede“[1]

## Namensträger
Friedelind
- Friedelind Wagner (1918–1991), deutsche Autorin und Enkeltochter des Komponisten Richard Wagner

Friedelinde
- Friedelinde Petershofen (* 1995), deutsche Leichtathletin

Friedlinde
- Friedlinde Cap (* 1924), österreichische Science-Fiction-Autorin und Übersetzerin
- Friedlinde Gurr-Hirsch (* 1954), deutsche Politikerin